# Campionato europeo maschile di pallacanestro 2003
Il 33º Campionato Europeo Maschile di Pallacanestro FIBA (noto anche come FIBA EuroBasket 2003) si è tenuto dal 5 al 14 settembre 2003 in Svezia.
I Campionati europei maschili di pallacanestro sono una manifestazione biennale tra le squadre nazionali organizzato dalla FIBA Europe.

## Squadre partecipanti
La prima di ogni girone si qualifica automaticamente per i quarti di finale.

La seconda e terza di ogni girone si affronteranno in un turno preliminare per definire le quattro sfidanti per i quarti di finale.
Quattro gironi di qualificazione di 4 squadre:
| Girone A - Bosnia ed Erzegovina - Francia - Italia - Slovenia | Girone B - Germania - Israele - Lettonia - Lituania | Girone C - Spagna - Russia - Serbia e Montenegro - Svezia | Girone D - Croazia - Grecia - Turchia - Ucraina |

## Gironi di qualificazione

### Gruppo A – Coop Arena, Luleå
| -  | Squadra              | P | V - P | Pf - Ps   | Dif |
| -- | -------------------- | - | ----- | --------- | --- |
| 1. | Francia              | 6 | 3 - 0 | 271 - 210 | +61 |
| 2. | Slovenia             | 5 | 2 - 1 | 232 - 217 | +15 |
| 3. | Italia               | 4 | 1 - 2 | 199 - 234 | -35 |
| 4. | Bosnia ed Erzegovina | 3 | 0 - 3 | 210 - 251 | -41 |

| 5 settembre 2003     |       |                      |
| Slovenia             | 77-67 | Italia               |
| Francia              | 98-76 | Bosnia ed Erzegovina |
| 6 settembre 2003     |       |                      |
| Bosnia ed Erzegovina | 62-73 | Slovenia             |
| Italia               | 52-85 | Francia              |
| 7 settembre 2003     |       |                      |
| Slovenia             | 82-88 | Francia              |
| Bosnia ed Erzegovina | 72-80 | Italia               |

### Gruppo B – Himmelstalundshallen, Norrköping
| -  | Squadra  | P | V - P | Pf - Ps   | Dif |
| -- | -------- | - | ----- | --------- | --- |
| 1. | Lituania | 6 | 3 - 0 | 279 - 224 | +55 |
| 2. | Germania | 5 | 2 - 1 | 251 - 260 | -9  |
| 3. | Israele  | 4 | 1 - 2 | 234 - 255 | -21 |
| 4. | Lettonia | 3 | 0 - 3 | 252 - 277 | -25 |

| 5 settembre 2003 |       |          |
| Germania         | 86-81 | Israele  |
| Lituania         | 92-91 | Lettonia |
| 6 settembre 2003 |       |          |
| Lettonia         | 86-94 | Germania |
| Israele          | 62-94 | Lituania |
| 7 settembre 2003 |       |          |
| Lituania         | 93-71 | Germania |
| Israele          | 91-75 | Lettonia |

### Gruppo C - Scaniarinken, Södertälje
| -  | Squadra             | P | V - P | Pf - Ps   | Dif |
| -- | ------------------- | - | ----- | --------- | --- |
| 1. | Spagna              | 6 | 3 - 0 | 263 - 196 | +67 |
| 2. | Russia              | 5 | 2 - 1 | 264 - 240 | +24 |
| 3. | Serbia e Montenegro | 4 | 1 - 2 | 225 - 238 | -13 |
| 4. | Svezia              | 3 | 0 - 3 | 191 - 269 | -78 |

| 5 settembre 2003    |       |                     |
| Serbia e Montenegro | 80-95 | Russia              |
| Spagna              | 99-52 | Svezia              |
| 6 settembre 2003    |       |                     |
| Russia              | 77-89 | Spagna              |
| Svezia              | 68-78 | Serbia e Montenegro |
| 7 settembre 2003    |       |                     |
| Serbia e Montenegro | 67-75 | Spagna              |
| Svezia              | 71-92 | Russia              |

### Gruppo D - Boråshallen, Borås
| -  | Squadra | P | V - P | Pf - Ps   | Dif |
| -- | ------- | - | ----- | --------- | --- |
| 1. | Grecia  | 6 | 3 - 0 | 231 - 219 | +12 |
| 2. | Turchia | 5 | 2 - 1 | 222 - 216 | +6  |
| 3. | Croazia | 4 | 1 - 2 | 241 - 223 | +18 |
| 4. | Ucraina | 3 | 0 - 3 | 213 - 249 | -36 |

| 5 settembre 2003 |       |         |
| Ucraina          | 69-77 | Turchia |
| Grecia           | 77-76 | Croazia |
| 6 settembre 2003 |       |         |
| Croazia          | 93-71 | Ucraina |
| Turchia          | 70-75 | Grecia  |
| 7 settembre 2003 |       |         |
| Grecia           | 79-73 | Ucraina |
| Turchia          | 75-72 | Croazia |

## Fase a eliminazione diretta - Stockholm Globe Arena, Stoccolma
| 8 settembre 2003 |       |                     |
| Slovenia         | 76-78 | Israele             |
| Germania         | 84-86 | Italia              |
| Russia           | 81-77 | Croazia             |
| Turchia          | 76-80 | Serbia e Montenegro |

### Quarti di finale
|  | Quarti di finale              | Quarti di finale              |                               |         | Semifinali                | Semifinali                |  |  | Finale                        | Finale |
|  |                               |                               |                               |         |                           |                           |  |  |                               |        |
|  | 10 settembre 2003 - Stoccolma |                               |                               |         |                           |                           |  |  |                               |        |
|  |                               |                               |                               |         |                           |                           |  |  |                               |        |
|  | Francia                       | 76                            |                               |         |                           |                           |  |  |                               |        |
|  | Francia                       | 76                            | 13 settembre 2003 - Stoccolma |         |                           |                           |  |  |                               |        |
|  | Russia                        | 69                            |                               |         |                           |                           |  |  |                               |        |
|  | Russia                        | 69                            | Francia                       | 70      |                           |                           |  |  |                               |        |
|  | 10 settembre 2003 - Stoccolma |                               | Francia                       | 70      |                           |                           |  |  |                               |        |
|  |                               | Lituania                      | 74                            |         |                           |                           |  |  |                               |        |
|  | Lituania                      | Lituania                      | 74                            | 98      |                           |                           |  |  |                               |        |
|  | Lituania                      |                               | 14 settembre 2003 - Stoccolma | 98      |                           |                           |  |  |                               |        |
|  | Serbia e Montenegro           | 82                            |                               |         |                           |                           |  |  |                               |        |
|  | Serbia e Montenegro           | 82                            | Lituania                      | 93      |                           |                           |  |  |                               |        |
|  | 11 settembre 2003 - Stoccolma |                               | Lituania                      | 93      |                           |                           |  |  |                               |        |
|  |                               | Spagna                        | 84                            |         |                           |                           |  |  |                               |        |
|  | Spagna                        | Spagna                        | 84                            | 78      |                           |                           |  |  |                               |        |
|  | Spagna                        | 13 settembre 2003 - Stoccolma |                               | 78      |                           |                           |  |  |                               |        |
|  | Israele                       | 64                            |                               |         |                           |                           |  |  |                               |        |
|  | Israele                       | 64                            | Spagna                        | 81      | Finale per il terzo posto | Finale per il terzo posto |  |  |                               |        |
|  | 11 settembre 2003 - Stoccolma |                               | Spagna                        | 81      | Finale per il terzo posto | Finale per il terzo posto |  |  |                               |        |
|  |                               | Italia                        | 79                            |         |                           |                           |  |  |                               |        |
|  | Grecia                        | Italia                        | 79                            | 59      | Italia                    | 69                        |  |  |                               |        |
|  | Grecia                        |                               |                               | 59      | Italia                    | 69                        |  |  |                               |        |
|  | Italia                        | 62                            |                               | Francia | 67                        |                           |  |  |                               |        |
|  | Italia                        | 62                            |                               |         | 67                        |                           |  |  |                               |        |
|  |                               |                               |                               |         |                           |                           |  |  | 14 settembre 2003 - Stoccolma |        |
|  |                               |                               |                               |         |                           |                           |  |  |                               |        |

### Dal 5º all'8º posto
|  | Semifinali          | Semifinali          | Semifinali          |                     |        | Quinto Posto  | Quinto Posto  | Quinto Posto  |  |
|  |                     |                     |                     |                     |        |               |               |               |  |
|  | Russia              | Russia              | 77                  |                     |        |               |               |               |  |
|  | Russia              | Russia              | 77                  |                     |        |               |               |               |  |
|  | Serbia e Montenegro | Serbia e Montenegro | 86                  |                     |        |               |               |               |  |
|  | Serbia e Montenegro | Serbia e Montenegro | 86                  |                     | Grecia | Grecia        | 72            |               |  |
|  |                     |                     |                     |                     | Grecia | Grecia        | 72            |               |  |
|  |                     |                     | Serbia e Montenegro | Serbia e Montenegro | 64     |               |               |               |  |
|  | Israele             | Israele             | Serbia e Montenegro | Serbia e Montenegro | 64     | 56            |               |               |  |
|  | Israele             | Israele             |                     |                     |        | 56            |               |               |  |
|  | Grecia              | Grecia              | 63                  |                     |        | Settimo Posto | Settimo Posto | Settimo Posto |  |
|  | Grecia              | Grecia              | 63                  |                     |        |               |               |               |  |
|  |                     |                     |                     |                     |        |               |               |               |  |
|  |                     |                     |                     |                     |        | Israele       | Israele       | 89            |  |
|  |                     |                     |                     |                     |        | Israele       | Israele       | 89            |  |
|  |                     |                     |                     |                     |        | Russia        | Russia        | 82            |  |

## Classifica finale
Essendo stata la Grecia eliminata ai quarti di finale, le prime tre classificate hanno accesso alle Olimpiadi di Atene.
| Campione d'Europa | Campione d'Europa    | Campione d'Europa |
| --- | -------------------- | --- |
| Lituania4 Gustas, 5 M. Žukauskas, 6 Macijauskas, 7 Štombergas, 8 Šiškauskas, 9 Songaila, 10 Slanina, 11 E. Žukauskas, 12 K.Lavrinovič, 13 Jasikevičius, 14 Šalenga, 15 Praškevičius, All. Antanas Sireika |                      | |
| Argento | Spagna               | Spagna4 Gasol, 5 Grimau, 6 Marco, 7 Navarro, 8 Calderón, 9 F. Reyes, 10 Jiménez, 11 Herreros, 12 de la Fuente, 13 Bueno, 14 A. Reyes, 15 Garbajosa, All. Moncho López                             |
| Bronzo | Italia               | Italia4 Radulović, 5 Basile, 6 Galanda, 7 Soragna, 8 Marconato, 9 De Pol, 10 Righetti, 11 Lamma, 12 Bulleri, 13 Mian, 14 Chiacig, 15 Cittadini, All. Carlo Recalcati                              |
| 4. | Francia              | Francia4 Sonko, 5 Abdul-Wahad, 6 Moïso, 7 Foirest, 8 Digbeu, 9 Parker, 10 Dioumassi, 11 Piétrus, 12 Julian, 13 Diaw, 14 Rupert, 15 Turiaf, All. Alain Weisz                                       |
| 5. | Grecia               | Grecia4 Diamantidīs, 5 Chatzīvrettas, 6 Papaloukas, 7 Papanikolaou, 8 Sigalas, 9 Fōtsīs, 10 Alvertīs, 11 Ntikoudīs, 12 Tsakalidīs, 13 Charisīs, 14 Rentzias, 15 Kakiouzīs, All. Giannīs Iōannidīs |
| 6. | Serbia e Montenegro  | Serbia e Montenegro4 Vukčević, 5 Koturović, 6 Bogavac, 7 Avdalović, 8 Stojaković, 9 Ostojić, 10 Jarić, 11 Drobnjak, 12 Aškrabić, 13 Vujanić, 14 Perović, 15 Gurović, All. Duško Vujošević         |
| 7. | Israele              | Israele4 Katz, 5 Halperin, 6 Sharp, 7 Mizrahi, 8 Sheinfeld, 9 Shelef, 10 Burstein, 11 Tapiro, 12 Saffar, 13 Kozikaro, 14 Green, 15 Gordon, All. Muli Katzurin                                     |
| 8. | Russia               | Russia4 Karasëv, 5 Eršov, 6 Licholitov, 7 Solov'ëv, 8 Kubrakov, 9 Samojlenko, 10 Chrjapa, 11 Pašutin, 12 Monja, 13 Kirilenko, 14 Domani, 15 Savrasenko, All. Sergej Elevič                        |
| 9. | Germania             | Germania4 Demirel, 5 Okulaja, 6 Lütcke, 7 Pešić, 8 Schultze, 9 Hamann, 10 Nikagbatse, 11 Garris, 12 Arigbabu, 13 Femerling, 14 Nowitzki, 15 Maras, All. Henrik Dettmann                           |
| 10. | Slovenia             | Slovenia4 Jurak, 5 Lakovič, 6 Gorenc, 7 Petrov, 8 Kraljevič, 9 Nachbar, 10 Duščak, 11 Tušek, 12 Milič, 13 Jurković, 14 Golemac, 15 Brezec, All. Slobodan Subotić                                  |
| 11. | Croazia              | Croazia4 Mulaomerović, 5 Baždarić, 6 Popović, 7 Nicević, 8 Prkačin, 9 Planinić, 10 Giriček, 11 Perinčić, 12 Žižić, 13 Mamić, 14 Bagarić, 15 Skelin, All. Neven Spahija                            |
| 12. | Turchia              | Turchia4 Tunçeri, 5 Türkoğlu, 6 Türkcan, 7 Arslan, 8 Gönlüm, 9 Başak, 10 Kutluay, 11 Peker, 12 Beşok, 13 Okur, 14 Yıldırım, 15 Onan, All. Aydın Örs                                               |
| 13. | Lettonia             | Lettonia4 Helmanis, 5 Vītols, 6 Ostler, 7 Štelmahers, 8 Šķēle, 9 Šneps, 10 Valters, 11 Ļaksa, 12 Bagatskis, 13 Grafs, 14 Kambala, 15 Vecvagars, All. Armands Krauliņš                             |
| 14. | Ucraina              | Ucraina4 Lebedjev, 5 Rajevs'kyj, 6 Skutel'nyk, 7 Balašov, 8 Drozdov, 9 Moskalenko, 10 Chrjapa, 11 Okuns'kyj, 12 Jevstratenko, 13 Lochmančuk, 14 Botičev, 15 Chyžnjak, All. Hennadij Zaščuk        |
| 15. | Bosnia ed Erzegovina | Bosnia ed Erzegovina4 Castle, 5 Ovčina, 6 Krupalija, 7 Lerić, 8 Stevanović, 9 Hukić, 10 Kovačević, 11 Krasić, 12 Mršić, 13 Bajramović, 14 Teletović, 15 Mujezinović, All. Draško Prodanović       |
| 16. | Svezia               | Svezia4 Burke, 5 H. Larsson, 6 Johnsson, 7 Levin, 8 Nnamaka, 9 J. Larsson, 10 Myrthil, 11 Blom, 12 Jönzén, 13 Maråker, 14 Pettersson, 15 Dajic, All. Jan Enjebo                                   |

## Premi individuali

### MVP del torneo
- Šarūnas Jasikevičius

### Miglior quintetto del torneo
- Playmaker:  Tony Parker
- Guardia tiratrice:  Šarūnas Jasikevičius
- Ala piccola:  Saulius Štombergas
- Ala grande:  Andrej Kirilenko
- Centro:  Pau Gasol

## Statistiche
Dati aggiornati al 14 settembre 2003, fine della manifestazione

### Generali
- Totale partite disputate: 0
- Totale punti segnati: 0
- Totale assist effettuati: 0
- Totale stoppate eseguite: 0

### Individuali
- Miglior realizzatore: - Pau Gasol (  Spagna )
- Migliore rimbalzista: - Predrag Drobnjak (  Serbia e Montenegro )
- Miglior uomo assist: - Šarūnas Jasikevičius (  Lituania )